# 隱藏技能 Bug Ego
BUG EGO（Bagu Ego）是由ONE編寫並由設樂清人作畫的日本漫畫系列。該漫畫於 2023 年 4 月和 2024 年 1 月在集英社的青年漫畫雜誌 週刊Young Jump的增刊雜誌《YOUNG JUMP 第一話(ヤングジャンプ ダイイチワ)》上首次出版了兩章，並於 2024 年 10 月開始在該出版商的《Ultra Jump》雜誌上定期連載。集英社將其章節收集成單獨的短文卷，前兩卷於 2025 年 2 月 18 日發行。

## 創作
由ONE 撰寫情節，設樂清人 擔任分鏡及作畫，在完成之前ONE 再次確認最後成品也會進行微調。

ONE在設樂清人連載《獄道歸仁》就互相認識，也幫設樂清人寫過封面推薦，在集英社都由同位編輯負責，透過編輯介紹自然而然促成兩位的短篇合作。

兩人於 2023 年 4 月和 2024 年 1 月在集英社的青年漫畫雜誌 週刊Young Jump的增刊雜誌《YOUNG JUMP 第一話(ヤングジャンプ ダイイチワ)》上首次出版了兩章，並於 2024 年 10 月開始在該出版商的月刊雜誌《Ultra Jump》雜誌上定期連載。集英社將其章節收集成單獨的短文卷，前兩卷於 2025 年 2 月 18 日發行。

ONE的創作靈感來自於，電影《駭客帝國》的世界觀，如果世界是被設計的，並且那個設計中存在漏洞,讓兩位平凡的高中生發現這個漏洞，展開科幻感十足的日常系冒險，平凡跟科幻的衝突是本作的主軸。

## 剧情简介
世間隱藏著秘密。青春需要技巧。

善良的轉學生羊谷向孤獨的同學黑堂傳授了在學校和生活中都會用到的實用信息、技巧和生活竅門。

然後黑堂把羊谷帶到校外，教他一項隱藏技能。這是一種神秘的技能，乍看之下毫無用處的。當羊谷稱這項隱藏技能只是無用的妄想時，黑堂說：“如果你哪怕有1%相信我說的話，為什麼不試試呢？這可是真正的隱藏技能。”兩名高中男生，羊谷和黑堂，嘗試了筆記本中的秘法…最終，等待他們的是悲劇還是喜劇…？

## 用語解說

### 隱藏技能
需要在特定時間、或特定地點、或用特定物品做出特定動作或是心理暗示，在現實中的一連串行為就像在執行代碼，會引發現實世界的改變，或是影響他人的行為舉止。

### 筆記本
記錄大量隱藏技能的執行方法，內容像是網路論壇，不只一人的筆跡，同一個隱藏技的相關內容可能分布在不同頁數，除了各式各樣隱藏技的使用方式，還有不著調的各種留言。筆記本上有警告「不能記筆記」，筆記本身卻寫滿他人的紀錄，充滿矛盾。筆記本封面貼有卡通貼紙，貼紙會變化，變化原因目前尚未有解釋，只知道貼紙可能存在於各個平行世界中。

### 千穴市
主角們所在的城市，第3話提及三千道地方文化館的傳說之劍在埼玉，千穴市應該也在埼玉，目前不清楚是否只有在千穴市才能使用隱藏技。

### 千穴高中
千穴市的地方高中，也是主角等人所在的高中。

### 三千道地方文化館
千穴市的地方文化館，羊谷小組作業自由研討課題中參訪的院館，管理員名叫鈴藤，院內放滿詭異的詛咒玩偶、都市傳說大腳怪的腳印、傳說之劍、真正的地球四方型模型，以及筆記本貼紙，收費標準：初中以下免費，高中生200円，成年人500円。

### 散步部
羊谷成立的社團，為了有社團活動室而成立的假社團，私下稱呼為「隱藏技聯盟」簡稱「隱技聯」。

## 登場人物
羊谷 真
本部主角，搞笑擔當，散步部部長，設定是轉校生。
黑堂 武弘
羊谷的同學，散步部副部長。教導羊谷隱藏技能，持有隱藏技能筆記本。
優木 柱
羊谷的同學，散步部部員。成績優秀頭腦冷靜，剛接觸隱藏技就能熟練應用。
萌澤 香
戴眼鏡的長髮女孩，害羞又容易被欺負，羊谷的跟蹤狂，對羊谷有好感。有一個弟弟。
阿罐
檸檬蘇打罐裝飲料跟彈珠做成的魔偶。本作吉祥物、寵物。候補名字「光溜溜垃圾俠」、「鋁玉太郎」。
淀見 省助
栗子頭大猩猩。
滝 曲彥
栗子頭大猩猩的跟班。
橫井 鎮太郎
班導師。

### 漫畫
| 卷數 | 集英社（日本） | 集英社（日本）         | 東立出版社（臺灣） | 東立出版社（臺灣） |
| 卷數 | 發售日期       | ISBN                   | 發售日期           | ISBN               |
| ---- | -------------- | ---------------------- | ------------------ | ------------------ |
| 1    | 2025年2月18日  | ISBN 978-4-08-893610-9 | 待定               |                    |
| 2    | 2025年2月18日  | ISBN 978-4-08-893611-6 | 待定               |                    |

## 外部連結
- Ultra Jump官方網址 （日語）
- Viz Media官方網址